# Cutburga
Cutburga, conosciuta anche come Cuthburh (in inglese antico: Cūþburh) (... – Wimborne Minster, 31 agosto 725), è stata una principessa reale del regno del Wessex, quindi regina consorte del regno di Northumbria e infine badessa del monastero doppio sulle cui ceneri sorse l'attuale abbazia di Wimborne Minster, nell'odierno Dorset, vissuta tra il settimo e l'ottavo secolo. È venerata come santa dalla Chiesa cattolica, dalla Chiesa ortodossa e dalla Comunione anglicana.

## Vita e famiglia
Cutburga era figlia di Cenredo del Wessex, che probabilmente governò il Wessex, uno dei sette regni anglosassoni esistiti dal 519 all'unificazione dell'Inghilterra, per qualche anno assieme al figlio, Ine del Wessex. Oltre a Ine, Cutburga ebbe almeno un altro fratello, Ingild, diretto antenato di Alfredo il Grande, e almeno tre sorelle: Cuenburga, anch'essa santa, Edburga e Tata.
Cutburga andò in sposa a uno dei più potenti re anglosassoni dell'epoca, ossia Alfredo, sovrano del regno di Northumbria, di cui è l'unica moglie a noi nota e a cui si ritiene abbia dato quattro figli: Osred e Osric, che succedettero al padre uno dopo l'altro, Offa e Osana, poi dichiarata santa. La maternità di Osric e di Osana non è comunque ancora del tutto certa.
Stando alle cronache dello storico inglese del XII secolo Fiorenzo di Worcester, qualche tempo prima della morte di Alfredo, avvenuta attorno all'anno 705, la coppia rinunciò "ai propri rapporti coniugali per amore di Dio". Di conseguenza, Cutburga, assieme alla sorella Cuenburga, prese i voti e si ritirò presso il convento di santa Ildelita, nei pressi dell'odierna Barking, famoso per l'attività di studio delle scritture sacre e classiche portata avanti dalla monache. Dopo la morte di Alfredo, le due sorelle fecero ritorno nel Wessex, dove il fratello Ine, rimasto colpito dalla devozione a Dio delle sorelle, aveva per loro fatto erigere un monastero doppio presso l'attuale insediamento di Wimborne Minster, nel Dorset, di cui Cutburga fu la prima badessa.
Descritta come gentile con i fratelli e le sorelle a lei affidati, ma austera con sé stessa, nonché assidua praticante di digiuni, Cutburga si adoperò perché la clausura nel monastero fosse rigorosamente divisa, così che nemmeno ai prelati, con i quali essa comunicava solamente tramite uno sportellino, fosse permesso accedere agli alloggi delle suore. Il convento da lei guidato divenne presto famoso tra le varie comunità monastiche come scuola di formazione per donne colte e attive e fu in esso che, anni dopo, si formarono future sante come Lioba di Tauberbischofsheim, Valpurga di Heidenheim e altre, che accompagnarono san Bonifacio nella sua opera di evangelizzazione dei Germani. Proprio in una delle lettere di San Bonifacio a noi pervenute si narra di una visione dell'aldilà avuta da un monaco, che ne scrive a San Bonifacio, in cui il prelato riferisce di aver visto la badessa Cutburga punita all'inferno per i suoi peccati carnali.
Cutburga morì nel monastero il 31 agosto del 725. Anni dopo le fu intitolata la chiesa ricostruita sulle ceneri del monastero, distrutto dai danesi nel IX secolo, e affidata a canonici secolari.

## Reliquie
Nel 1538, poiché l'abbazia di Wimborne Minster aveva bisogno di riparazioni, i custodi della chiesa scrissero a Thomas Cromwell per chiedere il permesso di fondere il reliquiario d'argento contenente la testa di Cutburga. Non è noto se il reliquiario sia stato utilizzato come desiderato dai parrocchiani, tuttavia, dato che la torre abbaziale crollò pochi anni dopo, si suppone che esso sia stato invece confiscato a uso del re. In nessuno scritto a noi pervenuto viene comunque menzionato cosa ne sia stato della testa della Santa.
Si ritiene che il luogo di sepoltura di Santa Cutburga sia sito sotto il muro del presbiterio dell'odierna abbazia, nella navata nord della quale è inoltre ancora oggi visibile quello che è ritenuto essere il suo baule, scavato da un unico pezzo di quercia e sopravvissuto alla devastazione danese.